# Rüdershausen
Rüdershausen é um município da Alemanha, situado no distrito de Göttingen do estado de Baixa Saxônia (Niedersachsen). O município de Rüdershausen é membro da associação municipal de Samtgemeinde Gieboldehausen.

## Demografia
Evolução da população:
| - 1821 - 716 - 1939 - 865 - 1973 - 1.189 | - 1986 - 1.065 - 1996 - 990 - 2001 - 984 |